# ARLZ

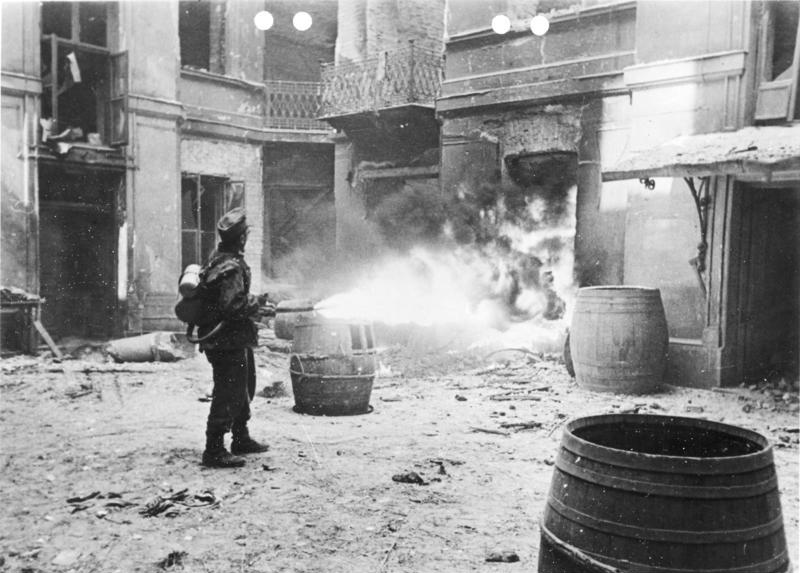
Podpalanie domu miotaczem ognia przez żołnierza niemieckiego, by utrudnić wykorzystanie go przez powstańców warszawskich

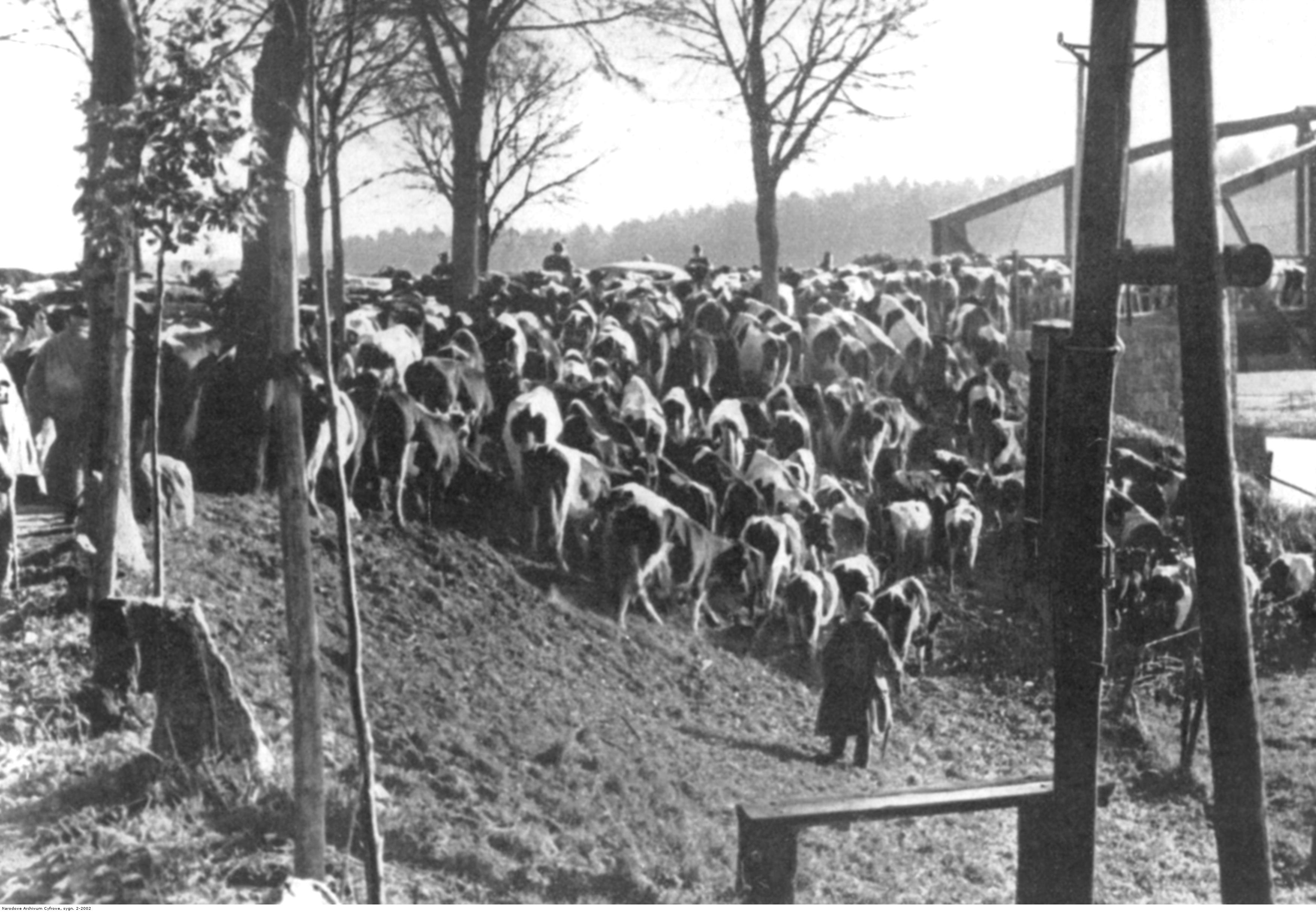
Stado bydła wypędzane przez żołnierzy niemieckich z terenów położonych blisko frontu

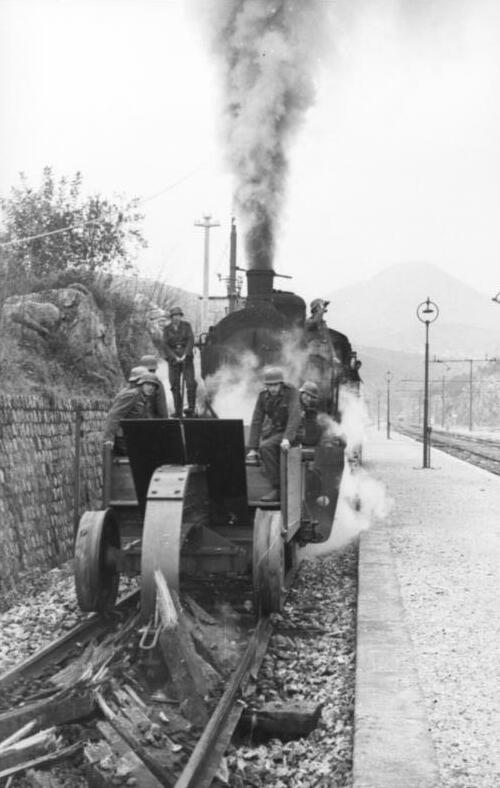
Schienenwolf niszczy drewniane podkłady kolejowe we Włoszech

ARLZ (Auflockerung, Räumung, Lähmung, Zerstörung; pl. Rozluźnienie, Oczyszczenie, Paraliż, Zniszczenie) – niemiecka taktyka spalonej ziemi stosowana przez Wehrmacht na frontach II wojny światowej.

## Przyczyna
Taktyka ARLZ wynikała z instrukcji organizacji Wirtschaftsstab Ost z 1943 roku, w której podsumowano działania, jakie należało wykonać, w sytuacji gdy zagrożone tereny miały być ewakuowane. Celem było pozostawienie wrogowi jak najmniejszej siły roboczej, potencjalnych żołnierzy, żywności, surowców i zakładów przemysłowych, każdy klasyfikowany zgodnie z lokalną sytuacją. Wraz ze zbliżaniem się aliantów w końcowej fazie wojny taktykę rozszerzono także na terytorium nazistowskich Niemiec. 19 marca 1945 roku Adolf Hitler podpisał rozkaz nakazujący zniszczenie wszystkiego, co przeciwnik mógłby wykorzystać do kontynuowania walki, nazwany później rozkazem Nerona.

## Realizacja
- Gdy wojska nieprzyjaciela zbliżały się do obszaru zajętego przez armię niemiecką, w pierwszej kolejności dokonywano wstępnej ewakuacji, co oznaczało wywiezienie cennych surowców i gotowych produktów przemysłowych oraz zabezpieczenie magazynów i fabryk[1].
- Gdy walki docierały w bezpośrednie sąsiedztwo zajmowanego obszaru, przeprowadzano działania mające na celu paraliż istniejących zakładów przemysłowych, to jest demontaż ważnych części i usunięcie kluczowych materiałów z zakładów przemysłowych, czyniąc je czasowo nieproduktywnymi, ale z możliwością wykorzystania tych zakładów w przypadku ewentualnego ponownego zajęcia danego obszaru do szybkiego przywrócenia ich do eksploatacji[1].
- Dopiero wraz z ostateczną ewakuacją i utratą pewnego zajmowanego obszaru, znajdujące się tam zapasy, instalacje i gotowe produkty przemysłowe, o ile nie mogły zostać wywiezione, były niszczone i zamieniane w tak zwane „strefy pustynne”. Podczas ostatecznej ewakuacji miejscowa ludność cywilna miała być deportowana – w miarę możliwości – na roboty przymusowe według stopni priorytetowych (górnicy i metalurdzy, robotnicy wykwalifikowani oraz specjaliści, rolnicy i inni), często w wyniku łapanek[2][3]. To samo dotyczyło zwierząt gospodarskich, które musiały zostać uśmiercone, jeśli nie było możliwości ich transportu. W ten sposób osoby niezdolne do pracy były pozostawione same sobie w opustoszałych i zniszczonych wsiach.

Taktyka ARLZ została ponownie sprecyzowana 6 września 1944 roku przez szefa Oberkommando der Wehrmacht feldmarszałka Wilhelma Keitla ze względu na niejasne przepisy i powszechną niepewność co do ich interpretacji i stosowania. 
Od marca do kapitulacji III Rzeszy w maju 1945 roku, powtarzały się spory między środowiskiem przemysłowym skupionym wokół ministra uzbrojenia Alberta Speera z jednej strony a dowództwem Wehrmachtu i Adolfem Hitlerem z drugiej o paraliż lub zniszczenie niektórych zakładów przemysłowych i regionów na terytorium Niemiec. Ich kulminacją było wydanie przez Hitlera rozkazu Nerona, o którym Speer powiedział, że próbował go zneutralizować najlepiej jak potrafił.
W procesie głównych niemieckich zbrodniarzy wojennych przed Międzynarodowym Trybunałem Wojskowym w Norymberdze wyjaśniono, że taktyka spalonej ziemi stanowi zbrodnię wojenną w przypadku nieproporcjonalnego zniszczenia, nadmiernej grabieży mienia państwowego lub prywatnego oraz z powodu deportacji ludności cywilnej z okupowanych terytoriów.